# Sesamia grisescens
Sesamia grisescens là một loài bướm đêm trong họ Noctuidae.

## Hình ảnh

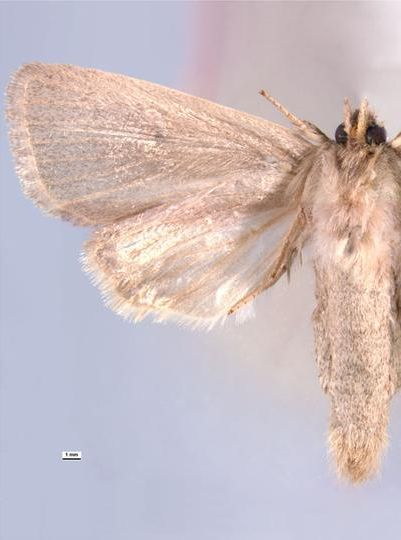
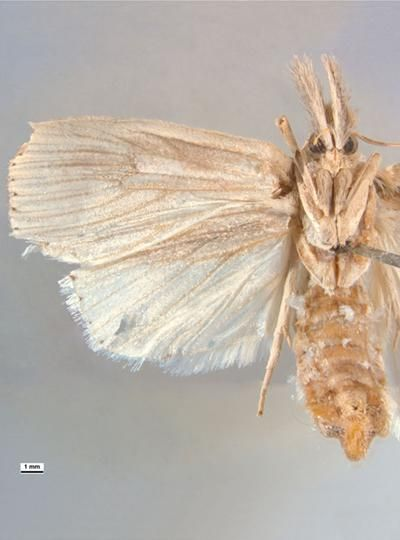